# Tabarquí
El tabarquí (en lígur, tabarchin) és una variant de la llengua lígur que es parla a les illes de l'arxipèlag del Sulcis, en concret als nuclis de Carloforte (U Pàize) ―a l'illa de San Pietro―, i de Calasetta (Câdesédda) ―a l'illa de Sant'Antioco―, a la província de Sardenya del Sud.
El tabarquí també era parlat antigament a l'illa de Nova Tabarca (o illa Plana, a Alacant) ―on els habitants conserven encara cognoms d'origen lígur (com ara Russo o Parodi)― i a la de Tabarka, a Tunísia, d'on li ve el nom.
El 2018, el govern sard reconeix el lígur tabarquí —juntament amb el català alguerès, el cors gal·lurès, el sasserès i el sard— com a llengua de Sardenya a la llei 22 de 3 del juliol del 2018.

## Història del lígur tabarquí
El 1540 un grup de pescadors de corall de Pegli, a la Ligúria, van establir-se a l'illot de Tabarka (Tunísia), que havia estat concedida a la família Lomellini per part de Carles V de Castella i Aragó. La comunitat hi va prosperar per mitjà del comerç amb les poblacions costaneres fins a la primeria del segle xvii. Durant la primera meitat del 1700, les condicions polítiques canvien i el 1741 el bei de Tunis ocupa l'illot. Els habitants que encara hi havia van ser convertits en esclaus fins que Carles Manuel III de Sardenya va rescatar-ne una part i els va portar a l'illa de San Pietro. Una altra part de la població va ser cedida al bei d'Alger fins que Carles III en va pagar el rescat i la va portar a l'illa de Nova Tabarca. Encara una altra part de la població es va establir a Tunis fins que el 1770 Giovanni Porcile, de Carloforte, va convidar-los a l'illa de Sant'Antioco, on van fundar Calasetta. L'ús del tabarquí a Tunísia va conservar-se fins a la primeria del segle XX quan, amb la instauració del protectorat francès, la major part dels tabarquins va optar per la naturalització. Els descendents d'aquests habitants viuen avui principalment a França.

## Gramàtica

### Article
- article determinat masculí singular: u / l'
- article determinat femení singular: a / l'
- article determinat masculí plural: i
- article determinat femení plural: e (Carloforte) / i (Calasetta)
- article indeterminat masculí singular: in (forma contreta 'n)
- article indeterminat femení singular: ina (forma contreta in' / 'na)

### Pronoms
- pronoms personals (formes tòniques): mi, ti, lé, niotri/nuoitri, niotre/nuoitre, viotre/vuotri, viotre/vuiotre, lù, liotri/luiotri, liotre/luiotre

### Adjectius possessius
- mé, tó, só, nóstru/nóstri, nóstra/nóstre, vóstru/vóstri, vóstra/vóstre, só

### Adjectius i pronoms demostratius
- masculí singular: stu/quéstu/quéllu
- femení singular: sta/quésta/quélla
- masculí plural: sti/quésti/quélli
- femení plural: ste/quéste/quélle

### Adjectius i pronoms demostratius d'identitat
- méximu/màiximu (freqüents a Carloforte), stéssu/istéssu (Calasetta)

### Preposicions
- de, à, da, (in, inte), cun, in sce, pe, tra, fra

## Exemple
Article 1 de la Declaració Universal dels Drets Humans: Tutti i òmmi nàscian in libertæ e son pægi in dignitæ e drîti. Son dotæ de raxon e de consciensa e àn da fâ l'un con l'âtro in pinn-a fraternitæ.

## Curiositats
El cantautor genovès Fabrizio de Andrè, que va fer servir el lígur en moltes cançons (íntegrament al disc Crêuza de mä; «'Â çímma» i «Mégu megún» al disc Le Nuvole), apareix en un documental de RAI2 conversant en lígur amb tabarquins de San Pietro.